# Hranice (Boêmia do Sul)
Hranice  é uma comuna checa localizada na região da Boêmia do Sul, distrito de České Budějovice.